# Bezirk Sitten
Der Bezirk Sitten (französisch District de Sion) im Kanton Wallis besteht aus folgenden Gemeinden (Stand. 1. Januar 2017):
| Wappen    | Name der Gemeinde | Einwohner (31. Dezember 2023) | Fläche in km² | Einw. pro km² |
| --------- | ----------------- | ----------------------------- | ------------- | ------------- |
| Arbaz     | Arbaz             | 1462                          | 19,16         | 76            |
| Grimisuat | Grimisuat         | 3906                          | 4,45          | 878           |
| Savièse   | Savièse           | 8182                          | 70,98         | 115           |
| Sion      | Sion              | 36'624                        | 34,86         | 1051          |
| Veysonnaz | Veysonnaz         | 621                           | 1,14          | 545           |
| Total (5) | Total (5)         | 50'795                        | 130,59        | 389           |

## Veränderungen im Gemeindebestand

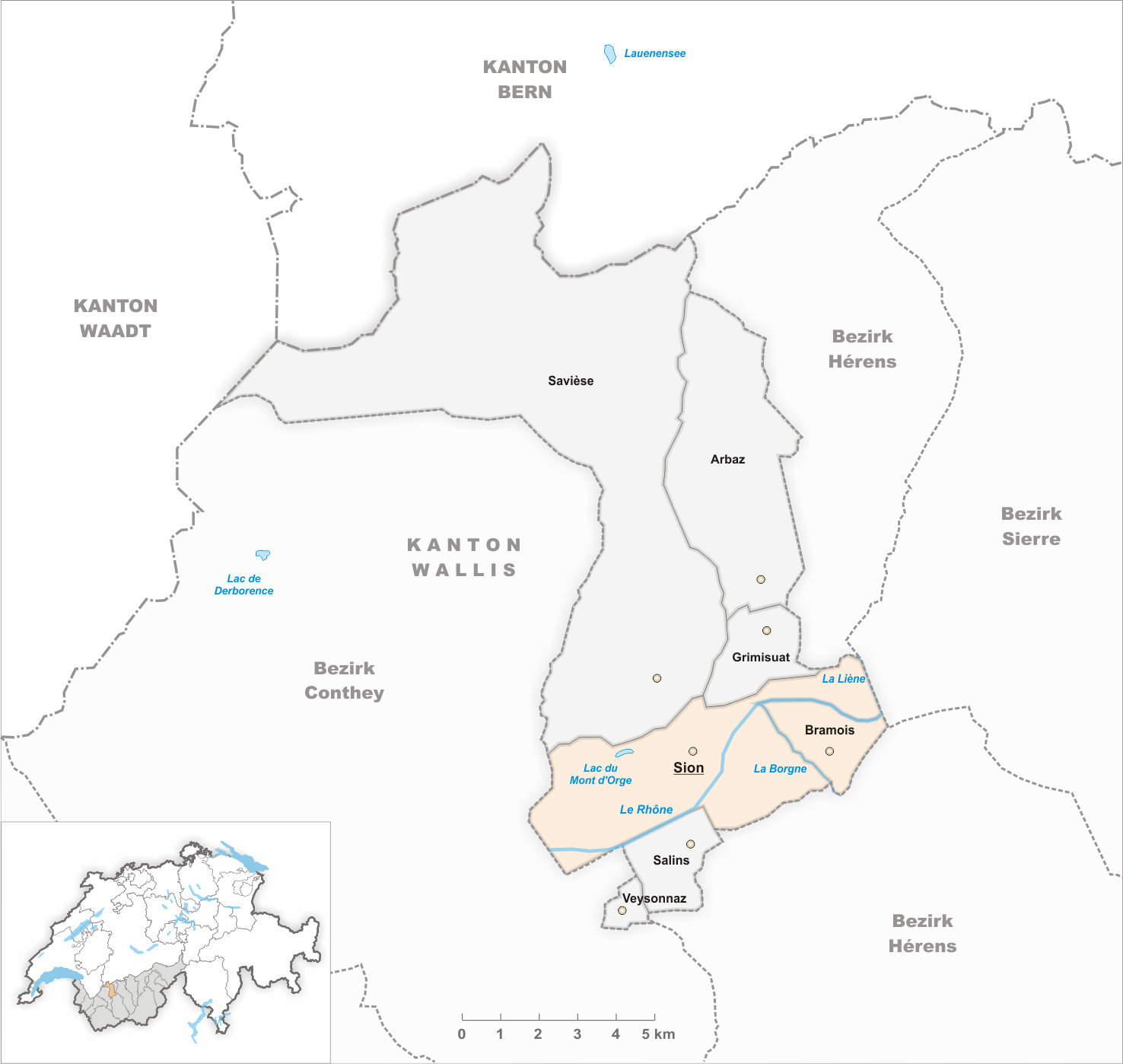
Gemeinden bis 1967
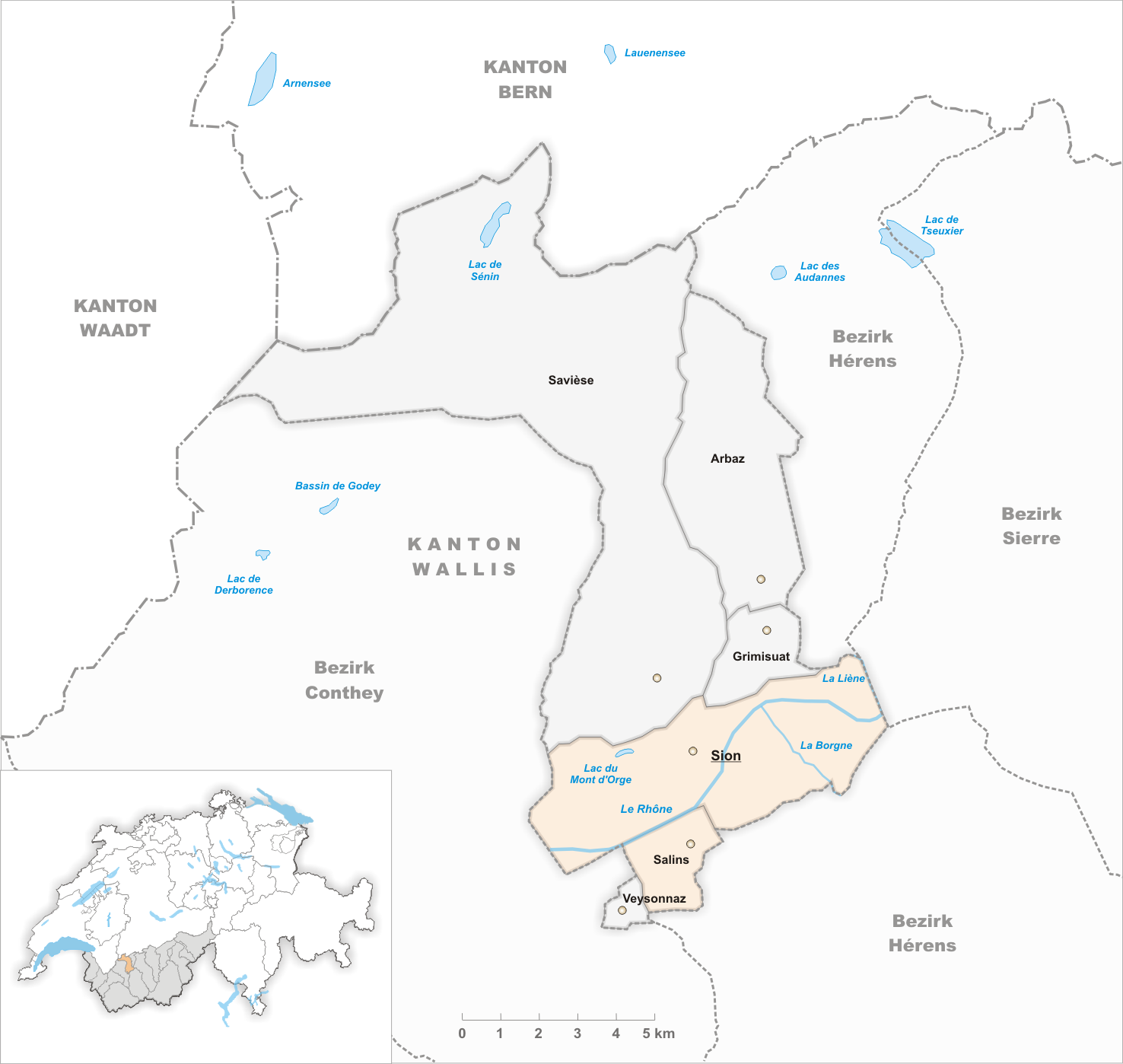
Gemeinden bis 2012
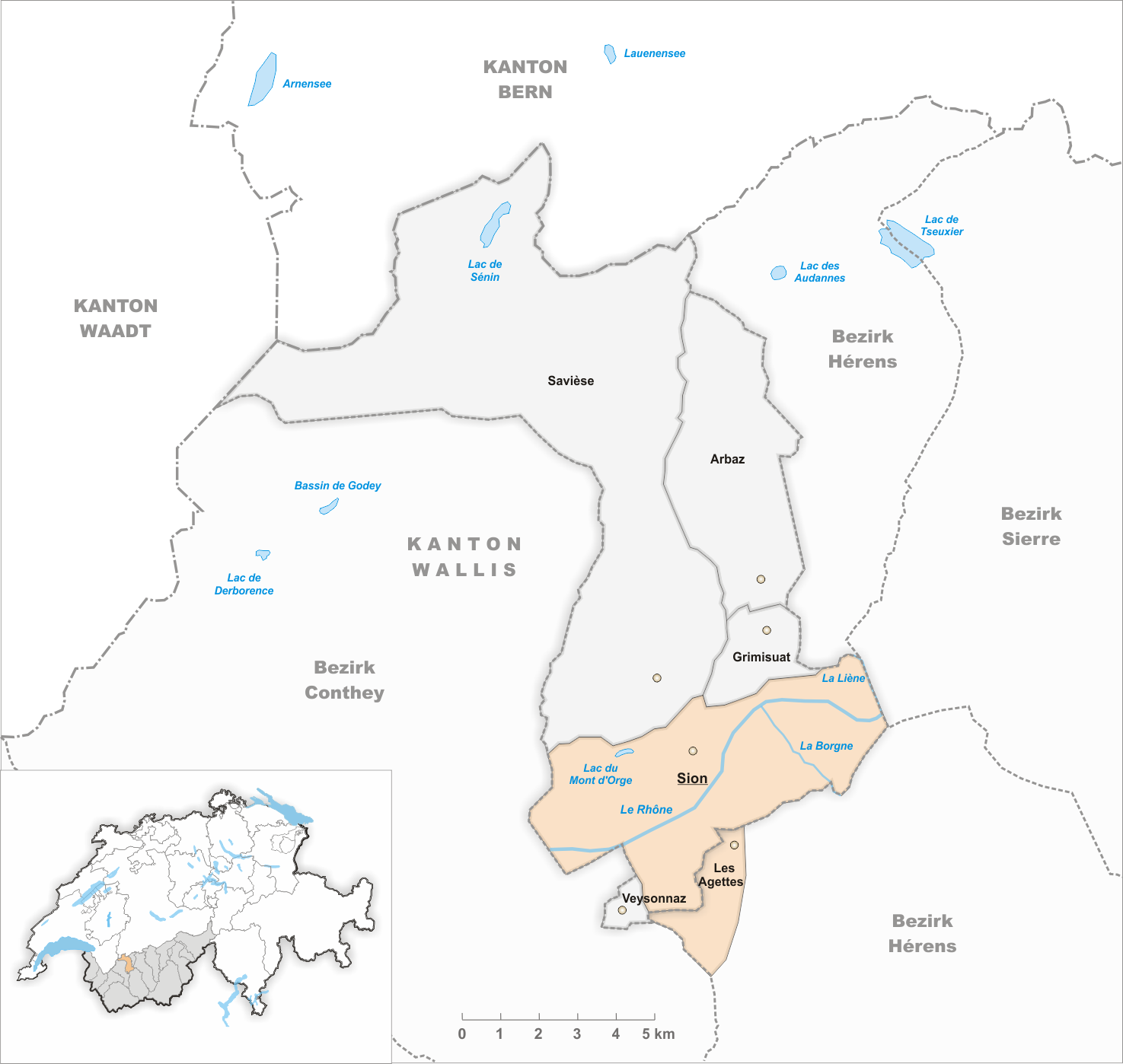
Gemeinden bis 2016

- 1968: Fusion Bramois und Sitten → Sitten
- 2013: Fusion Salins und Sitten → Sitten
- 2017: Fusion Les Agettes und Sitten → Sitten